# Poststraße (Cuxhaven)

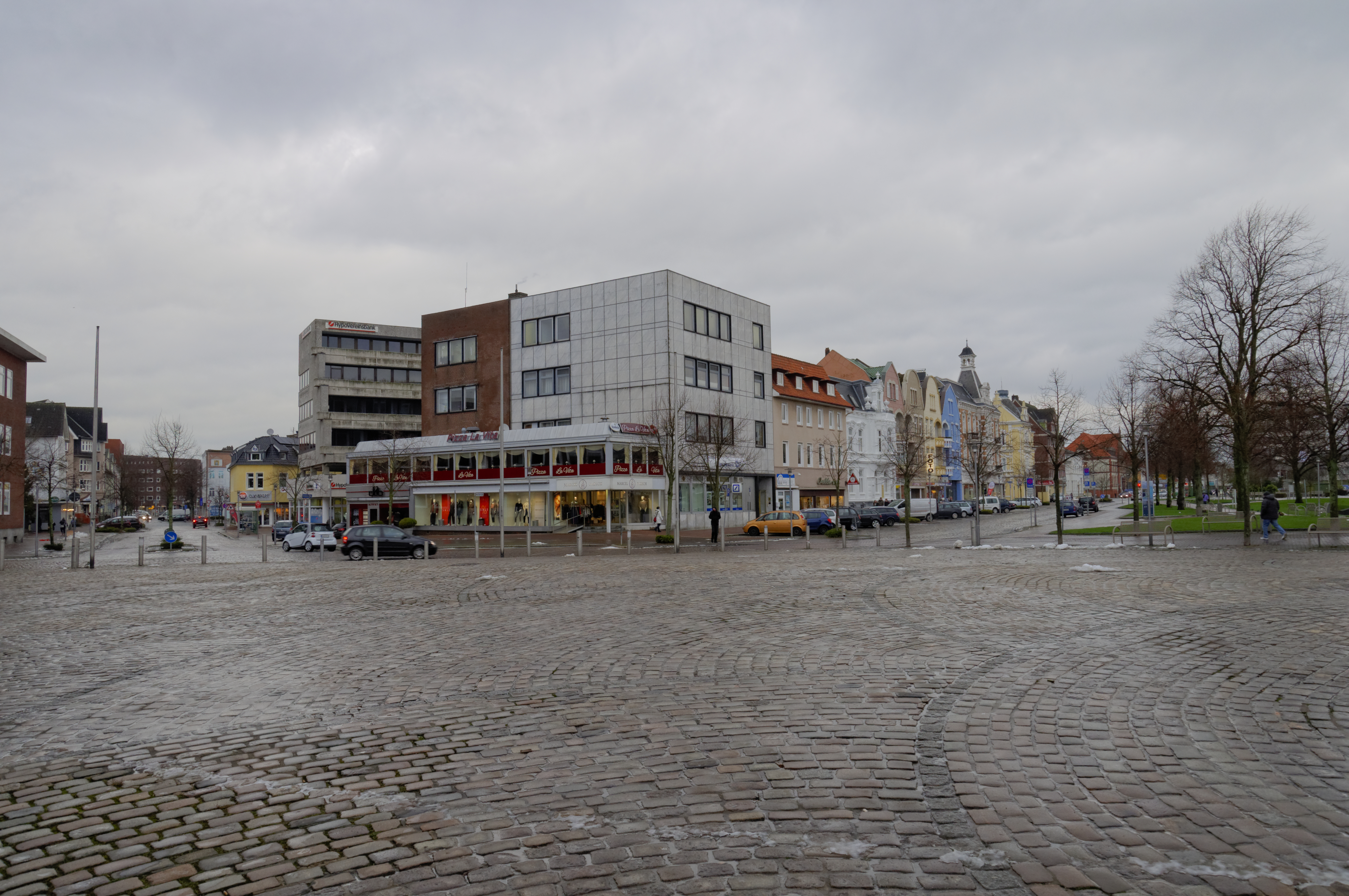
Kaemmererplatz und Beginn der Straße

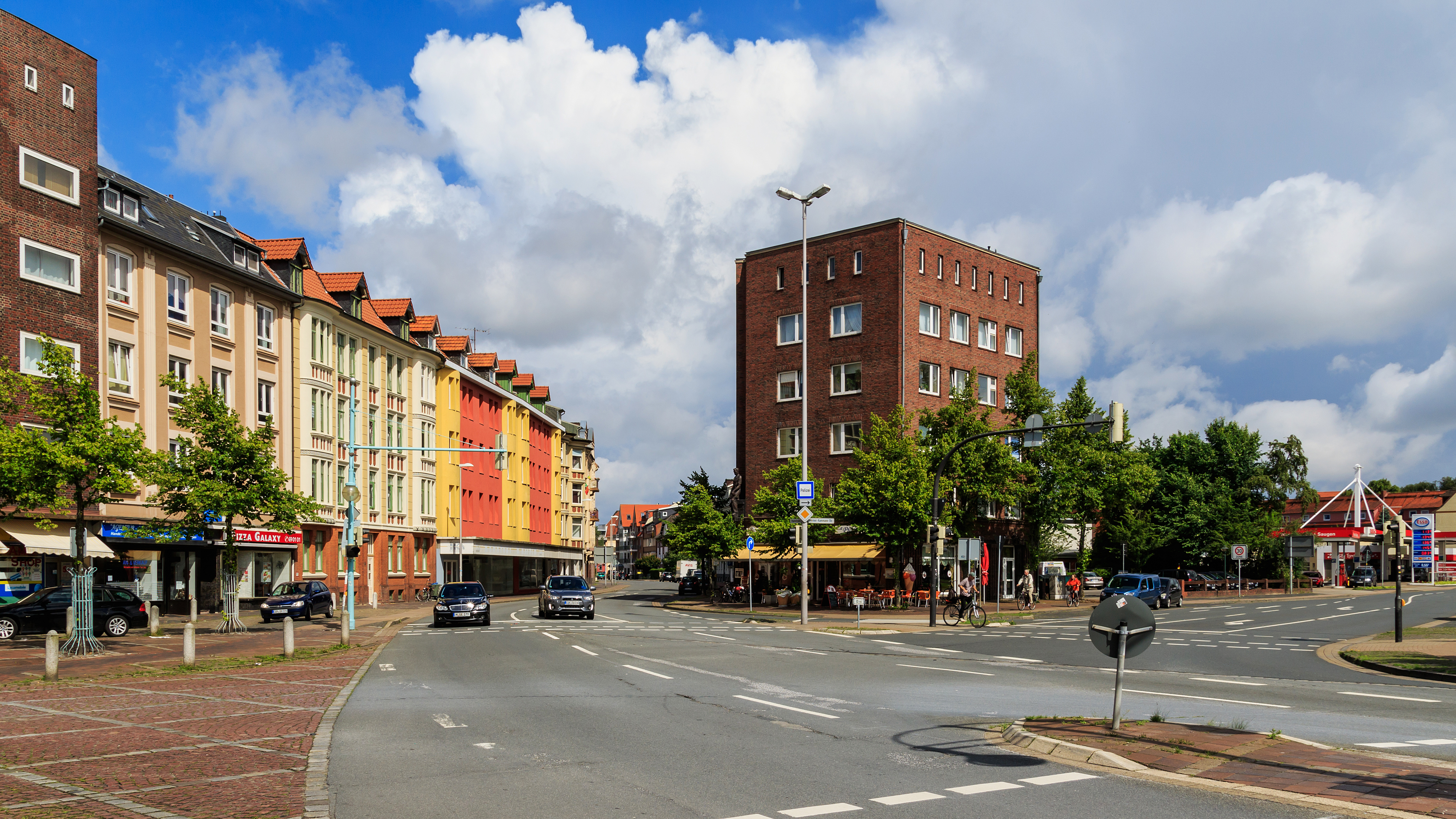
Straße und Karl-Olfers-Platz

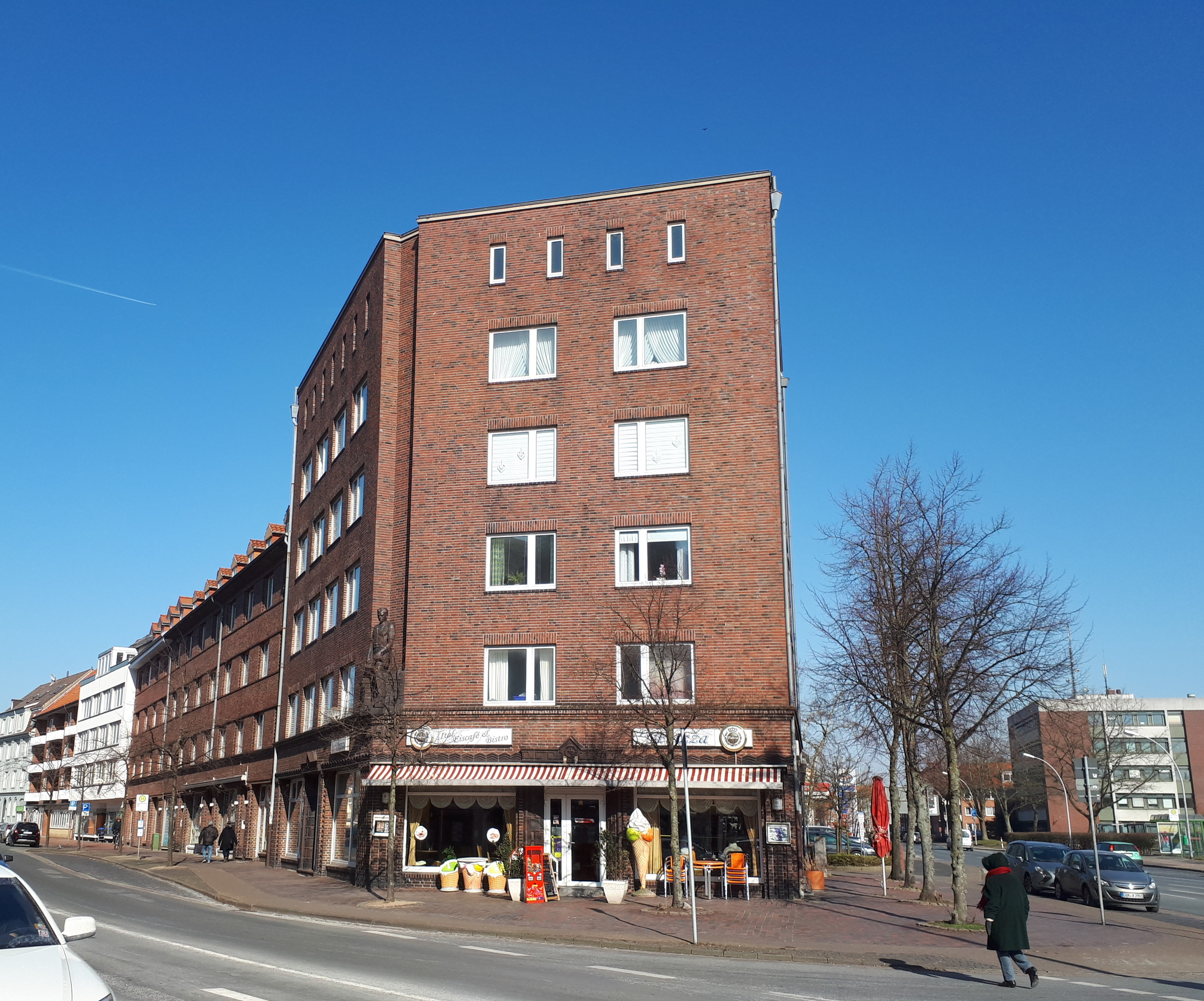
Nr. 20

Die Poststraße  in Cuxhaven ist eine ca. 1,1 km lange, alte Hauptstraße. Sie führt in Südost-Nordwest-Richtung von der Bahnhofstraße / Nordersteinstraße / Kaemmererplatz bis zum Feldweg in Döse.

## Nebenstraßen
Die Neben- und Anschlussstraßen wurden benannt als Bahnhofstraße 1899 nach dem Bahnhof Cuxhaven von 1898, Nordersteinstraße nach der Straßenführung, Kaemmererplatz 1909 nach dem Amtsverwalter Gustav Kaemmerer (1857–1942), Rohdestraße 1909 nach dem Schuldirektor Johann Diedrich Rohde (1842–1908), Deichstraße nach dem ursprünglichen Verlauf am westlichen Hafenobdeich, Mühlenweg nach der alten Hauptverbindungsstraße mit einer 1894 abgebrochenen Mühle, Wilhelm-Heidsiek-Straße 1948 nach dem Verlagsleiter des Cuxhavener Volksblattes Alte Liebe (* 1888, † 1944 im KZ), Abendrothstraße nach dem Ritzebüttler Amtmann (1809–1811) Amandus Augustus Abendroth (1767–1842), Friedrich-Carl-Straße am Ende des 19. Jahrhunderts nach den Vornamen der beiden Erbauer der Straße, Konrad-Adenauer-Allee 1983 nach dem ersten Bundeskanzler Konrad Adenauer, Werner-Kammann-Straße 1985 nach dem Oberbürgermeister Werner Kammann (1919–1985), Karl-Olfers-Platz 1966  nach dem Oberbürgermeister Karl Olfers (1888–1968) (früher Platz der Republik und 1933/45 Franz-Seldte-Platz), Elfenweg nach den Bewohnerinnen des Frauen- und Ledigenheimes für Arbeiterinnen in der Fischindustrie (1926–1975), Wendtstraße, Wilhelmstraße 1837 nach dem ältesten Sohn eines Landbesitzers und Weinhändlers, Mozartstraße nach dem Komponisten Wolfgang Amadeus Mozart (1756–1791), Mittelstraße 1931 nach ihrer Mittellage zwischen Schillerstraße und Poststraße, Stresemannplatz 1929 bzw. 1945 nach dem Staatsmann und Außenminister Gustav Stresemann (1878–1929) (1935–45 Saarlandplatz), Rathausstraße 1927 nach dem Rathaus Cuxhaven, Catharinenstraße 1894 nach den Müttern der Erbauer der Straße Catharina Höpcke und Catharina Wendt, Bernhardstraße 1872 nach Bernhard Künnmann, Sohn des Döser Landwirts und Gemeindevorstehers Peter Künnmann, Predöhlstraße 1910 nach dem Landherrn Max Predöhl (1854–1923), Bachstraße 1945 nach dem Komponisten Johann Sebastian Bach (1685–1750) und Feldweg.

## Geschichte

### Name
Die Straße wurde benannt nach dem Postamt, das bis 2000 an der Straße stand (heute Segelckestraße). Von 1933 bis Mai 1945 war sie nach dem Reichsarbeitsminister Franz Seldte (Der Stahlhelm, Harzburger Front, NSDAP) benannt.

### Entwicklung
Nachdem 1872 Ritzebüttel und Alt-Cuxhaven vereinigt worden waren, erfolgte ein stärkerer Ausbau des Ortsgebietes. Die Straße war Teil des Feldweges und wurde 1905 mit dem Bau eines Postamtes zur Poststraße.
Verkehrlich wird die Straße von den Buslinien 1018 der KVG erschlossen und von anderen Buslinien tangiert.

## Gebäude, Anlagen (Auswahl)

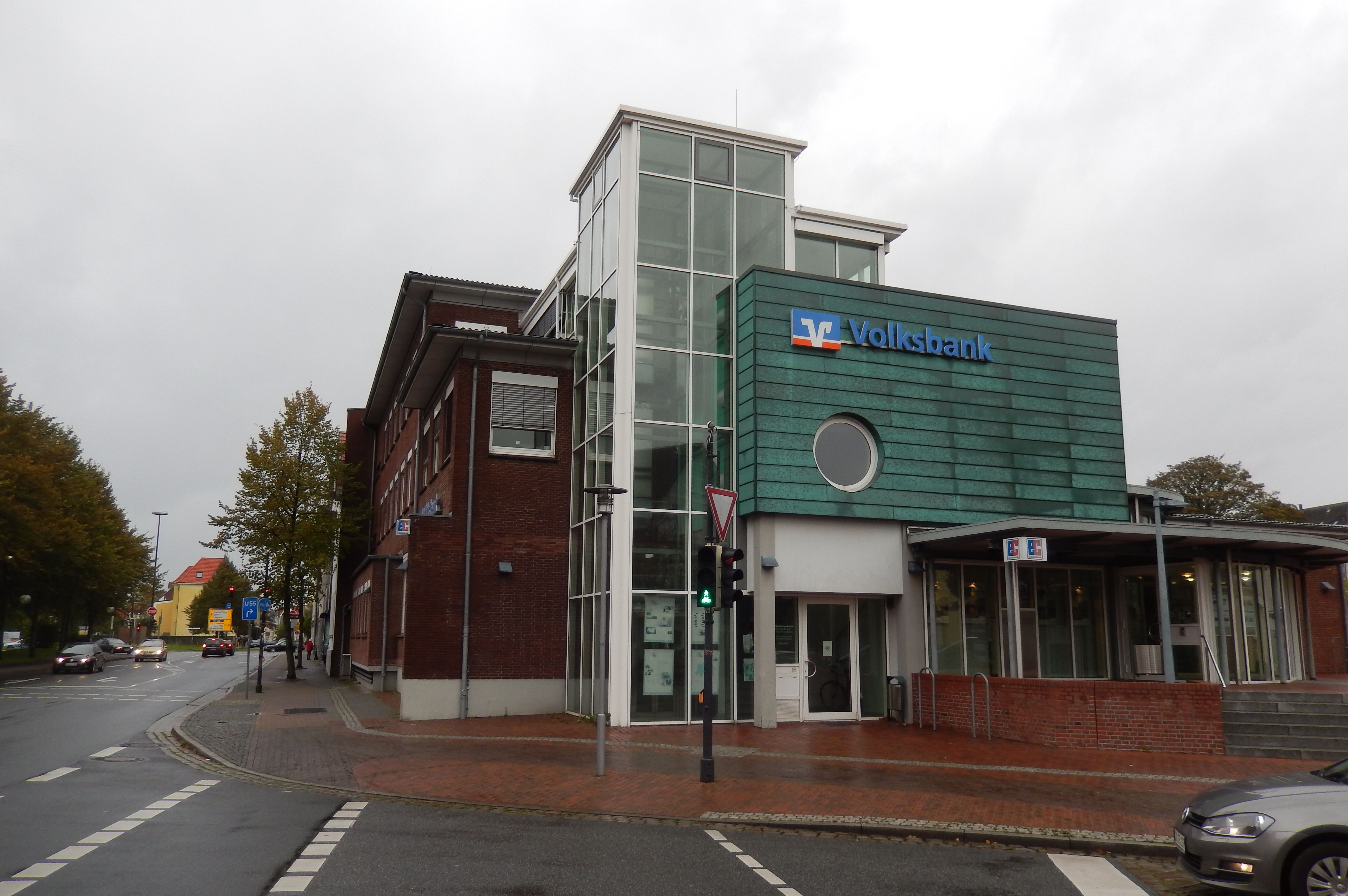
Nr. 6: Volksbank Stade-Cuxhaven

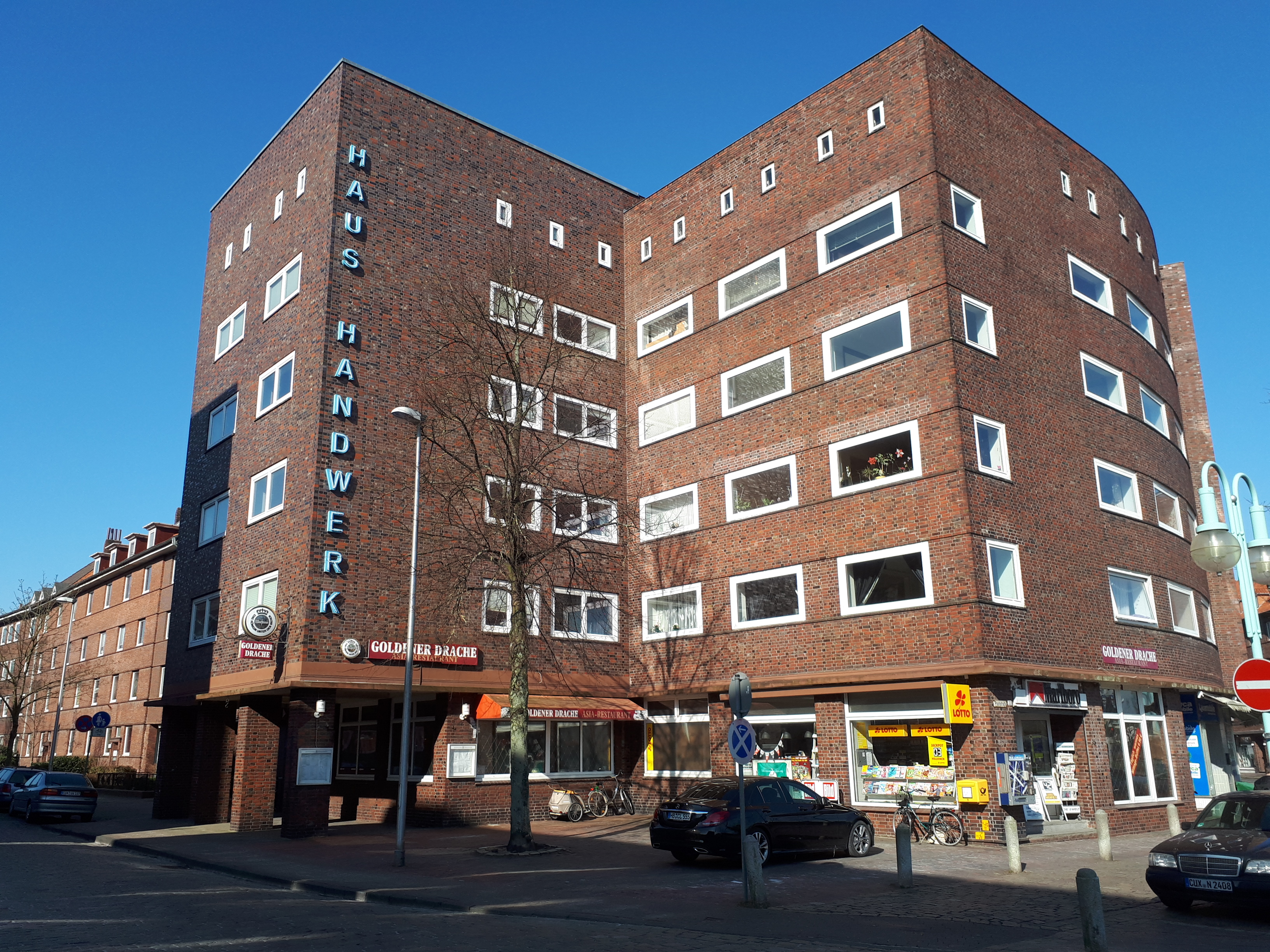
Elfenweg Nr. 6, Haus Handwerk

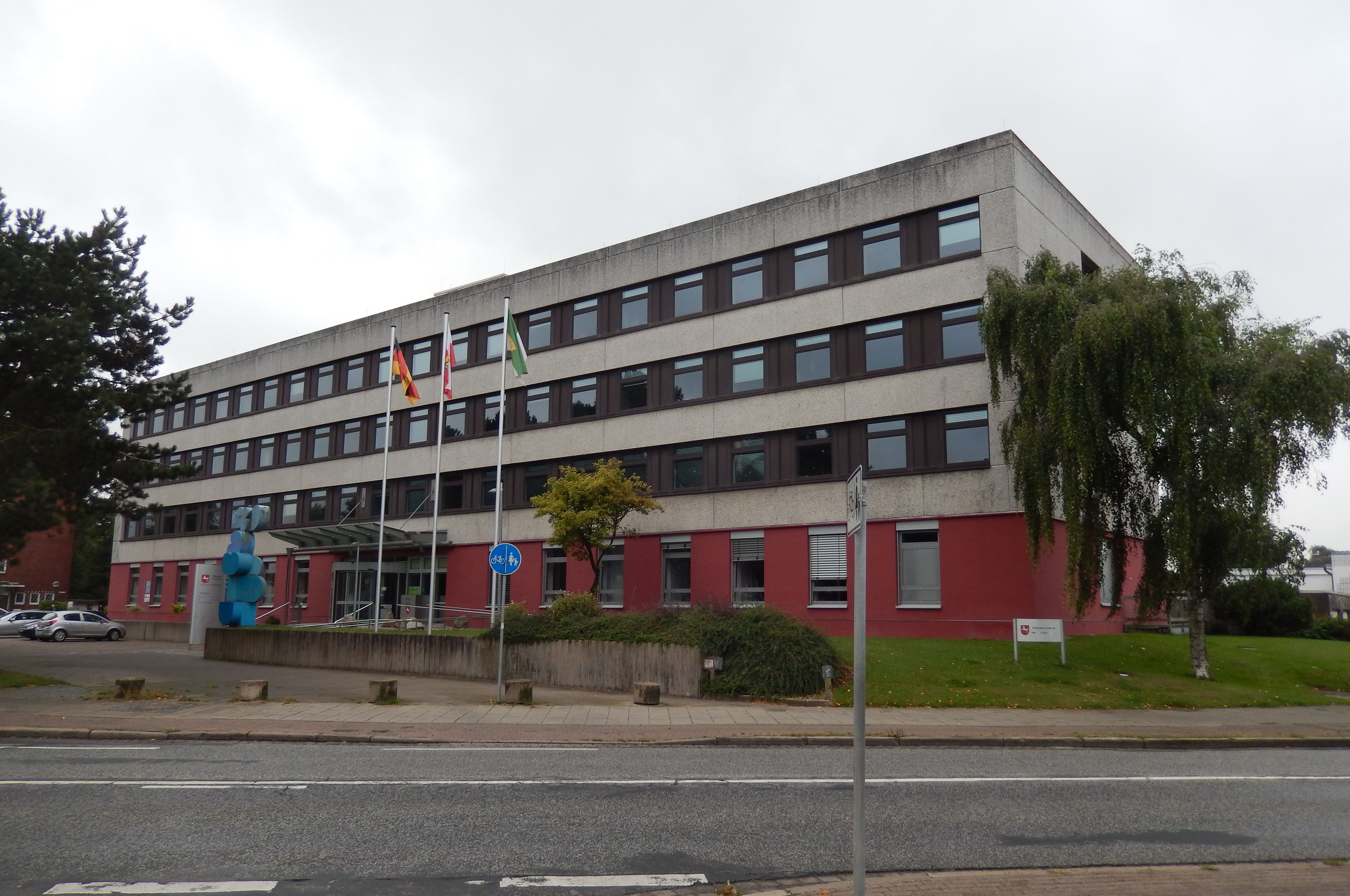
Nr. 81: Finanzamt

An der Straße stehen zumeist drei- bis viergeschossige  Geschäfts- und Wohnhäuser aus allen Zeiten ab etwa 1900. Die mit D gekennzeichneten Häuser stehen unter Denkmalschutz.
- Kaemmererplatz Nr. 4: Neues fünfgeschossiges Geschäfts- und Bürohaus mit Restaurant
- Rohdestraße Nr. 5: Neues mehrgeschossiges Wohn- und Geschäftshaus
- Nr. 2: Fünfgeschossiger gestaffelter Neubau mit der HypoVereinsbank Cuxhaven
- Nr. 6: Dreigeschossiger Neubau der Volksbank Stade-Cuxhaven
- Nr. 7: Mehrgeschossiges Wohn- und Geschäftshaus mit Restaurant
- Nr. 11: Wohnhaus mit Restaurant
  - Stolperstein zur Erinnerung an Hermann (1873–1941 ermordet), Irma (* 1905, 1939 geflohen), Kurt (1907–1942 ermordet) und Selma Blumenthal (1875–1938).[3]
- Poststraße / Werner-Kamman-Straße: Skulptur Der Maurer vor 1929 von Richard Kuöhl
- Nr. 20 / Werner-Kammann-Straße Nr. 1: Vier- und sechsgeschossiges Wohn- und Geschäftshaus von um 1929 (D)
- Nr. 22: Viergeschossiges Wohn- und Geschäftshaus (D) von um 1929
- Nr. 24: Wohnhaus (D)
- Nr. 33, Elfenweg Nr. 6: Sechsgeschossiges Wohn- und Geschäftshaus (D), Haus Handwerk
- Nr. 35: Viergeschossiges Mehrfamilienhaus
- Nr. 37: Viergeschossige Mehrfamilienhaus (D)
- Nr. 39–43: Viergeschossige Mehrfamilienhäuser
- Nr. 58: Restaurant
- Nr. 81: Viergeschossiger Neubau des Finanzamtes Cuxhaven
- Nr. 102: Dreigeschossiges Hotel und Restaurant